# Amblyraja georgiana
Amblyraja georgiana (лат.) — вид хрящевых рыб семейства ромбовых скатов отряда скатообразных. Обитают в антарктических водах между 54° ю. ш. и 74° ю. ш. Встречаются на глубине до 800 м. Их крупные, уплощённые грудные плавники образуют диск в виде ромба со заострённым рылом. Максимальная зарегистрированная длина 101 см. Откладывают яйца. Не являются объектом целевого промысла. 

## Таксономия
Впервые вид был научно описан в 1938 году как Raja georgiana. Вид назван по географическому месту обитания (Южная Георгия и Южные Сандвичевы Острова).  

## Ареал
Эти донные скаты обитают у в антарктических водах Южного океана. Данные об их присутствии у побережья Фолклендских островов ошибочны и относятся к другим видам рода Amblyraja. Встречаются в верхней и средней части материкового склона на глубине 150—800 м, наиболее распространены на глубине около 400 м.

## Описание
Широкие и плоские грудные плавники этих скатов образуют ромбический диск с треугольным рылом и закруглёнными краями. На вентральной стороне диска расположены 5 жаберных щелей, ноздри и рот. На тонком хвосте имеются латеральные складки. У этих скатов 2 редуцированных спинных плавника и редуцированный хвостовой плавник.      
Максимальная зарегистрированная длина 101 см. 

## Биология
Эти скаты откладывают яйца, заключённые в жёсткую роговую капсулу с выступами на концах. Длина капсулы 11,6, а ширина 8 см. Эмбрионы питаются исключительно желтком. Длина новорождённых около 16—18 см. Рацион состоит их полихет, ракообразных и мелких костистых рыб. 

## Взаимодействие с человеком
Эти скаты не являются объектом целевого промысла. Попадаются в качестве прилова. Данных для оценики Международным союзом охраны природы охранного статуса вида недостаточно.